# أرلين ماكويد
أرلين ماكويد (بالإنجليزية: Arlene McQuade) هي ممثلة أمريكية، ولدت في 29 مايو 1936 في نيويورك في الولايات المتحدة، وتوفيت في 21 أبريل 2014 في سانتا فيه في الولايات المتحدة بسبب مرض باركنسون.

## وصلات خارجية
- أرلين ماكويد على موقع IMDb (الإنجليزية)
- أرلين ماكويد على موقع ألو سيني (الفرنسية)
- أرلين ماكويد على موقع أول موفي (الإنجليزية)
- أرلين ماكويد على موقع قاعدة بيانات برودواي على الإنترنت (الإنجليزية)
- أرلين ماكويد على موقع قاعدة بيانات الأفلام السويدية (السويدية)
- أرلين ماكويد على موقع قاعدة بيانات الفيلم (الإنجليزية)
- أرلين ماكويد على موقع كينوبويسك (الروسية)